# Comèdia grega

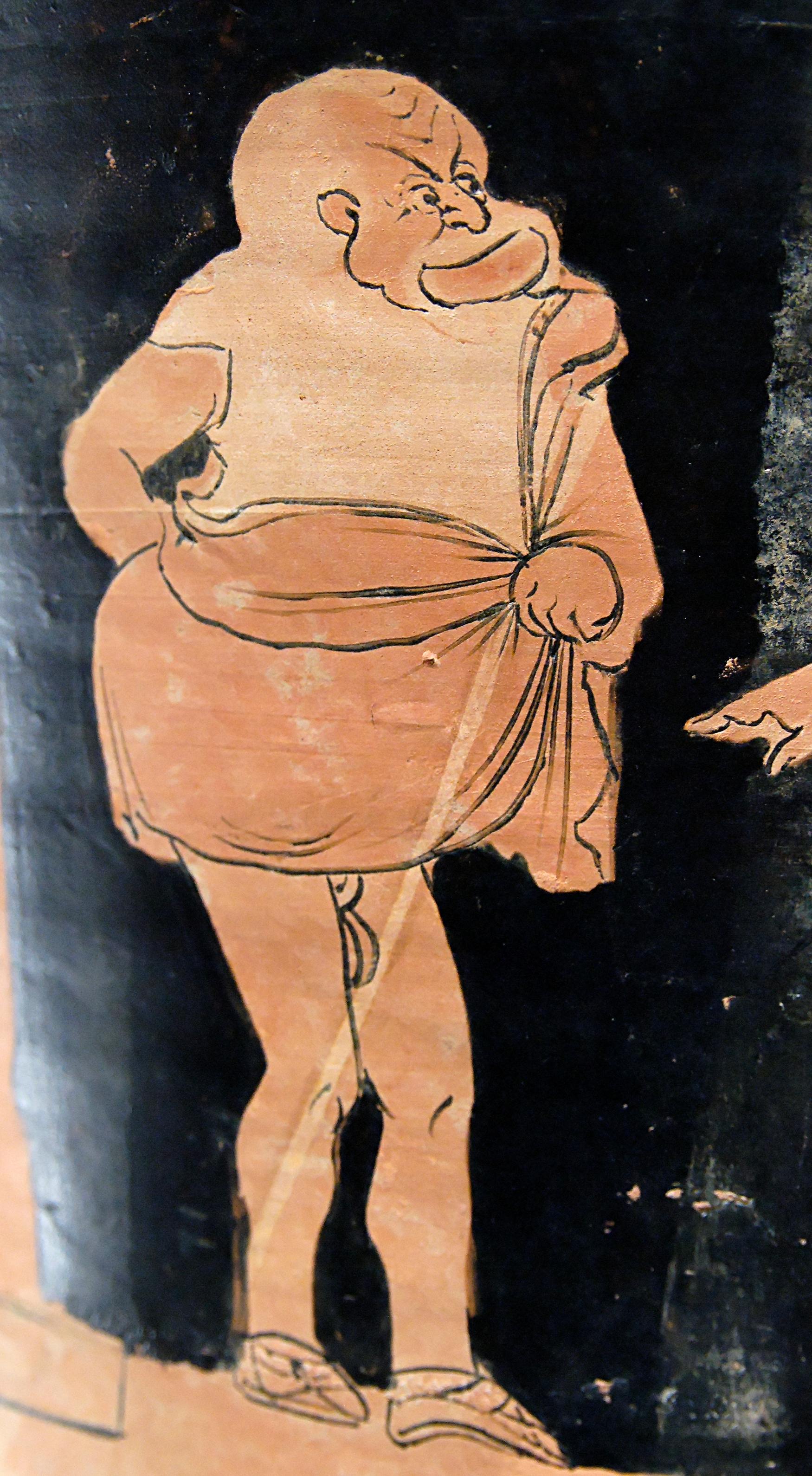
Esclau de comèdia, 350-340 aC, museu del Louvre.

La comèdia grega (grec:κωμῳδία) és un gènere literari (pel que fa al text escrit) i teatral de l'antiga Grècia, més recent que la tragèdia. El seu origen és desconegut. Aristòtil (Poètica, 1449b) les connecta amb les cançons que acompanyen les processons fàl·liques Dionisíaques, però el canvi a la comèdia clàssica que va seguir continua sent objecte de debat. La comèdia va ser un dels gèneres més importants en aquells temps.

## Història
L'any 486 aC es va establir a Atenes un concurs de comèdies com una de les celebracions oficials de les Dionisíaques, competició que va guanyar Quiònides. Suides el situa al capdavant dels poetes que escrivien comèdies. Contemporani seu va ser Magnes, considerat també un dels primers que van escriure comèdies.
Epicarm, que devia néixer cap a l'any 540 aC a l'illa de Cos, és el primer autor còmic conegut, i Aristòtil el descriu amb les paraules τὸ μύθους ποιεῖν ("to myzous poiein"), una frase que alguns consideren que vol dir que escrivia comèdies amb una trama regular i d'altres, comèdies sobre temes mitològics. Va escriure entre 35 i 52 comèdies, de les quals es conserven els títols de 35 (Ateneu de Naucratis en dona 26), moltes sobre temes mitològics, que s'assemblen als drames satírics que s'escrivien a Atenes. Cratí i Crates l'haurien seguit en el temps, i Aristòfanes hauria vingut a continuació.

### La Vella comèdia
S'anomenen vella comèdia, segons els gramàtics alexandrins, les comèdies que es representaven a Atenes durant el segle V aC. Normalment la representaven tres o quatre actors, de vegades acompanyats d'actors secundaris i el cor format per 24 persones que tenien gran importància. Les obres més conegudes són les d'Aristòfanes, que presenten uns models comuns bàsics: es planteja una idea revolucionària, un camí per canviar una situació que l'heroi no permetrà o impulsarà, que tira endavant endavant amb oposició constant, i es pretén dur-la a terme amb l'oposició d'alguns. Les conseqüències que en deriven són bones per a uns i dolentes per a altres. D'Aristòfanes s'han conservat completament onze comèdies, gràcies a antologies de l'escola romana, posteriorment copiades en l'edat mitjana. La comèdia més antiga que es coneix és Els acarnesos, d'Aristòfanes, que es va representar l'any 425 aC i va guanyar el primer premi en el festival de les Lenees.
Els problemes que es tracten a la Vella comèdia són els que preocupen al públic: la guerra i la pau, la distribució de la riquesa, simplificats i explicats a través de la vida d'una família. Els temes inclouen l'educació moderna en front de la tradicional (Els núvols), i les arts teatrals, especialment la tragèdia, a Les tesmofòries, i les granotes. Els personatges són variats, i hi trobem herois mitològics familiars a tothom i gent real contemporània o del passat, que tornen de l'Hades invocats pel protagonista.

### La Comèdia mitjana
A part d'alguns autors considerats dins d'aquest corrent, no hi ha gaires dades sobre el desenvolupament de la comèdia mitjana. Els trets essencials eren que posava en ridícul a persones fàcilment identificades pel poble pel que havien fet o dit, però sense anomenar-les directament. La comèdia d'Aristòfanes no va tenir continuadors i després del segle V aC i fins al 330 aC aproximadament, es va produir una comèdia que es va anomenar, ja en temps antics comèdia mitjana, per diferenciar-la de l'antiga. No tractava ja temes polítics centrats en Atenes, i havien desaparegut els temes tradicionals. Es van anar incorporant elements diversos, per provocar reaccions còpiques immediates entre el públic. Apareixen els temes eròtics, les intrigues, personatges estereotipats como el rufià, la prostituta, l'enamorat, el fanfarró, l'esclau, el cuiner, etc. Hi va tenir influència la tragèdia d'Eurípides, on ja es troben aquests temes i personatges.
Alguns representants de la comèdia mitjana van ser: Antífanes de Cios, Alexis de Turis, Epícrates d'Ambràcia, Anaxàndrides, Timocles, i altres dels que es conserven alguns fragments.

### La Nova comèdia
La Nova comèdia apareix a la segona meitat del segle iv aC, en el període hel·lenístic, amb característiques pròpies, en un moment en què el gènere teatral de la tragèdia desapareixia. La comèdia va renéixer en aquell període. Les obres així considerades són peces de costums que es van estendre per tot l'Orient hel·lenístic amb grans èxits. Les característiques i estructura van canviar respecte a la comèdia anterior. Va desaparèixer el cor, l'argument es va dividir en actes i l'obra s'iniciava amb un pròleg on l'autor expressava les seves opinions. Els diàlegs eren parlats, a diferència dels períodes anteriors on els actors dialogaven amb el cor cantant. El tema general eren les situacions quotidianes, i s'usava un llenguatge col·loquial propi de la gent, amb concessions a la parla dels soldats, els esclaus i els cuiners, sempre involucrats en situacions grotesques i divertides. Els personatges són estereotipats i el protagonista es casa sempre amb la protagonista, l'esclau és honest o pervers, i el soldat covard o pedant. Segons Plutarc, en aquest període es prohibeixen les obscenitats i es respecta la llei de la propietat privada, no hi ha amor pederasta i no es sedueix a les verges, que sempre acaben en el matrimoni.
La nova comèdia era molt més fàcil d'entendre pels no atenesos. Es fan al·lusions a personatges concrets i a les intrigues relacionades amb la història de la ciutat. Es va exportar a Roma, on es va adaptar durant el segle iii aC, amb el nom de Fabula palliata. Plaute i Terenci en van ser els màxims exponents. També sembla que simplement es van "traduir" algunes obres de teatre gregues.
Es va trobar per casualitat una obra completa de Menandre, El Díscolos, el 1956 en un grup de papirs adquirits per un col·leccionista de Ginebra, Martin Bodmer que se situa en aquest període. A més, es coneixen fragments i títols d'unes 1500 comèdies, conservades en forma de citacions en altres obres.